# Sudac air service
Créée en 1879, Sudac Air Service est une entreprise industrielle française, filiale du groupe Air liquide à partir de 1992. Elle est achetée en 2021 par le groupe Veolia puis absorbée au sein de la division Véolia Energie Performance le 1er juin 2025 .
La société Sudac Air Service est spécialisée dans les métiers de l’air comprimé : l’audit, l’ingénierie, l’installation clefs en main, le SAV, l’exploitation, la location, la vente, l'automatisme, la maintenance
et le dépannage de toutes marques et technologies de compresseurs et matériels de traitement d’air

## Histoire
- 1879 : Victor Popp crée la Compagnie des horloges pneumatiques qui deviendra ensuite la Compagnie parisienne de l'air comprimé puis la Société urbaine de distribution d'air comprimé (Sudac). L’entreprise, installée quai Panhard-et-Levassor près de la Seine pour que l'eau du fleuve alimente la machine à vapeur fonctionnant au charbon, succède à deux usines moins importantes installées rue Saint-Fargeau en 1888 et rue Sainte-Anne. L'usine fournit pendant plus d’un siècle un réseau d’air comprimé qui dessert Paris et sa proche banlieue (fonctionnement des horloges, ascenseurs, etc.). Les canalisations passent dans les égouts de la ville, dans les tunnels du métro.
- 1886 : Le Dr JG Poble invente l’ascenseur pneumatique.
- 1910 : Lors de la crue de la Seine de 1910, la machine à vapeur fut inondée ce qui eut pour conséquence de bloquer toutes les horloges sur la même heure, 22h53.
- 1973 : Première installation de production d’air comprimé de SUDAC sur site client.
- 1992 : Sudac devient Sudac Air Service et entre dans le groupe Air Liquide (filiale à 100 %).
- 1994 : Résiliation par la Ville de Paris de la concession pour la distribution de l’air comprimé et arrêt des unités de production.
  - Accélération du processus de reconversion.
  - Installation de plus de 1 000 compresseurs dans Paris.
  - Développement de l’activité sur l’ensemble du territoire français.
- Vente de Sudac Air Service en février 2021 par Air Liquide à Veolia [VIGS].
- Absorption / fusion par Véolia dans sa BU VIGS, renommée Véolia Energie Performance., en date du 1er juin 2025.

## Implantation

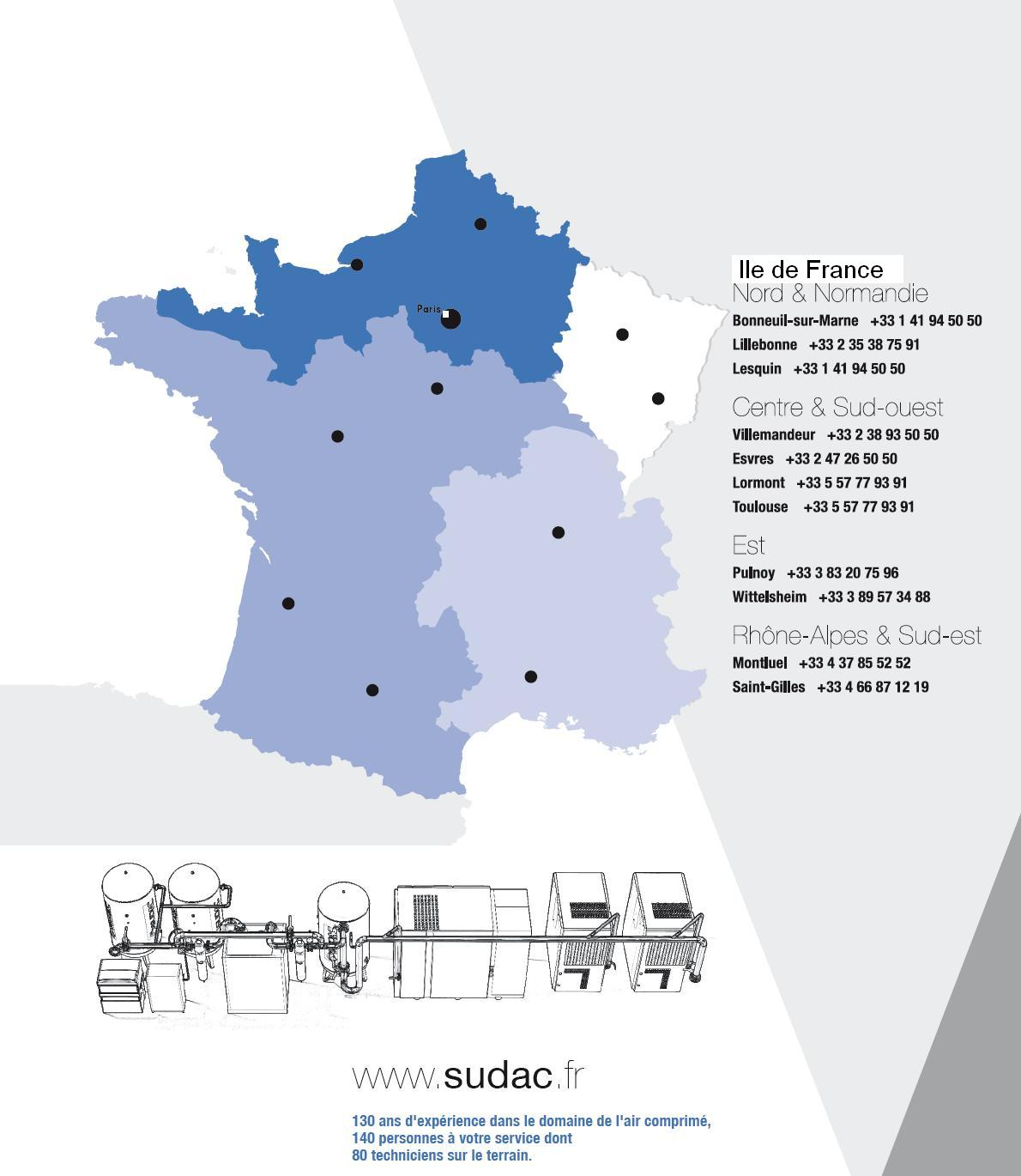
Carte nationale d’implantation.

Sudac Air Service est implantée dans toute la France à travers 11 agences :
- Bonneuil-sur-Marne (Val-de-Marne)
- Pulnoy (Meurthe-et-Moselle)
- Lillebonne (Seine-Maritime)
- Amilly (Loiret)
- Esvres (Indre-et-Loire)
- Yvrac (Gironde)
- Wittelsheim (Haut-Rhin)
- La Boisse (ZAC des Prés Seigneurs, Ain)
- Saint-Gilles (Gard)
- Denain (Nord)
- Labège (Haute-Garonne)

## Métiers

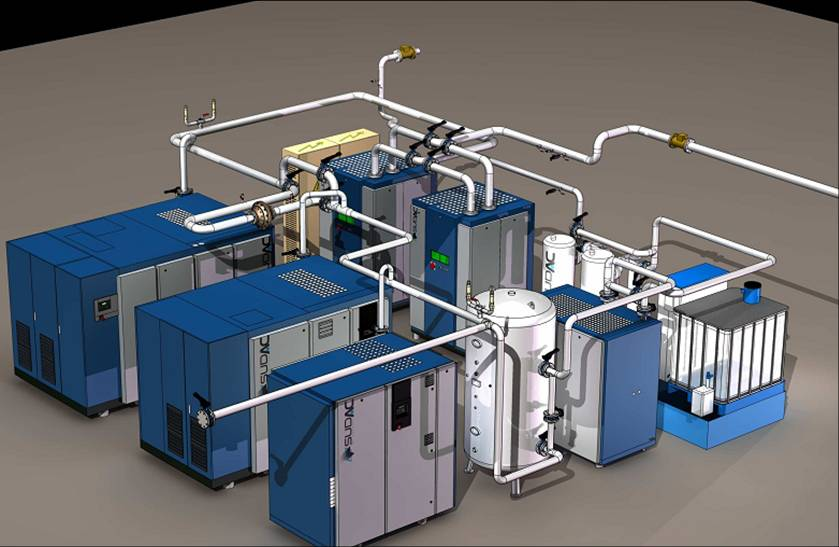
Centrale d'air comprimé réalisée par SUDAC Air Service.

Les différentes activités et compétences :
- Étude et réalisation, vente de centrales d’air comprimé.
- Vente d'air comprimé au mètre cube.
- Contrats de maintenance.
- Traitement de l'air.
- Entretien d’installations de toutes marques.
- Optimisation énergétique et audit d’installations.
- Rénovation complète de compresseurs.
- Reconditionnement de bloc vis (sèches ou lubrifiées).
- Automatisation.
- Expertise réglementaire.
- Service Après Vente toutes marques.
- Location de compresseurs, sécheurs, cuves...
- Télésurveillance 24/24 avec web reporting.

## Compresseurs d'air et matériels associés
- Compresseurs à vis sèche et lubrifiée.
- Compresseurs à spirales.
- Compresseurs à piston.
- Compresseurs Haute Pression (jusqu'à 300 bars).
- Pièces détachées (par exemple, des filtres à air).
- Lubrifiants et fluides de refroidissement.
- Centrales d'air comprimé en conteneur maritime, utilisés en mer ou à terre.
- Matériel de traitement de l'air (sécheurs, condensats...).

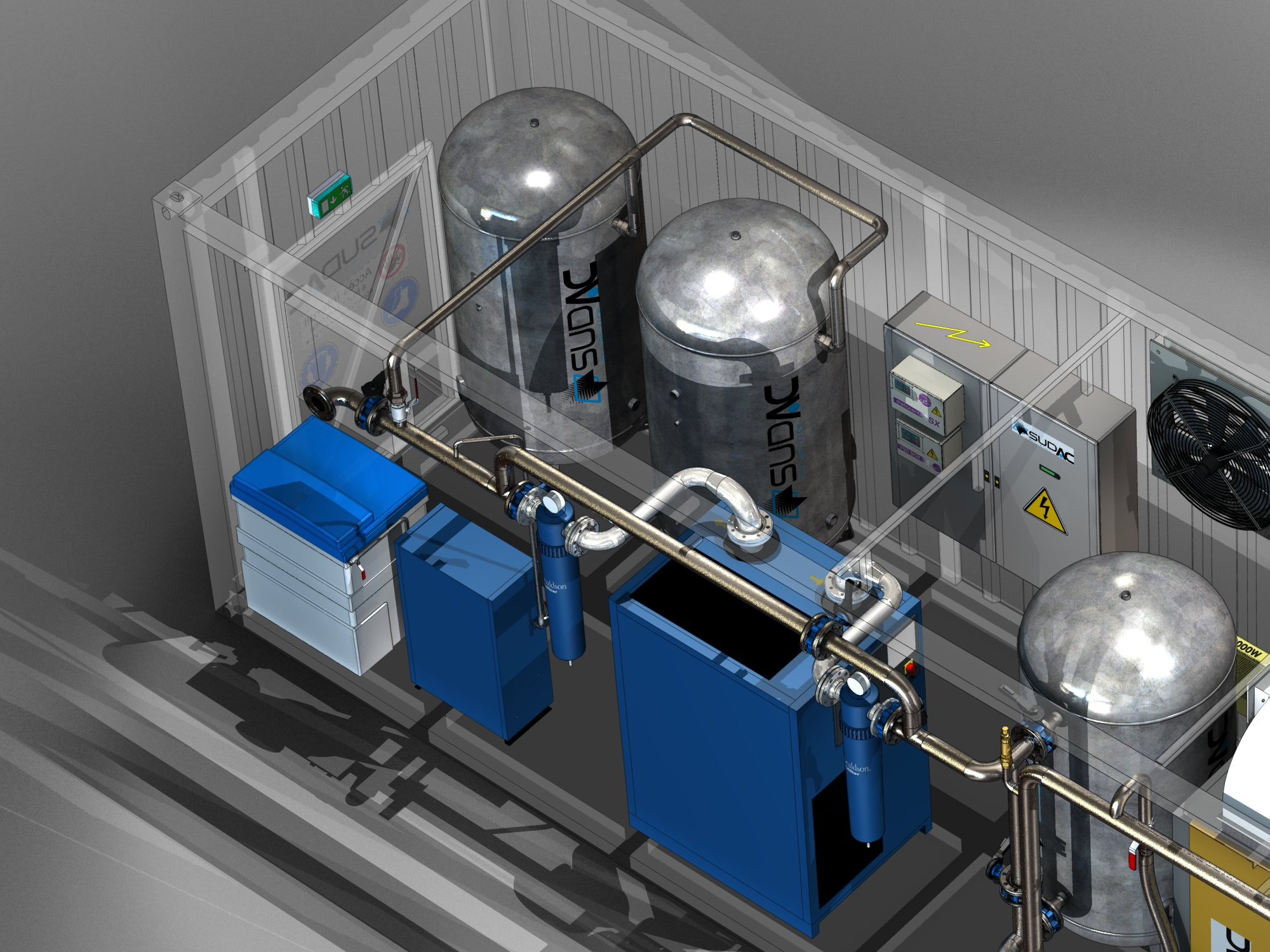
Centrale d'air comprimé en conteneur.

## Certifications
Habilitation MASE
SUDAC Air Service a reçu l’habilitation MASE pour la pertinence de son système de management de la sécurité.
Certification CEMAFROID
Depuis le 28 janvier 2009, SUDAC Air Service est dotée de l’attestation de capacité CEMAFROID No 1009.

## L'ancienne usine SUDAC
Aujourd’hui désaffectée, l’ancienne usine SUDAC est inscrite à l’inventaire supplémentaire des monuments historiques depuis sa fermeture en 1994 et le déménagement de l'entreprise à Bonneuil. Le site est actuellement occupé par l'École nationale supérieure d'architecture de Paris-Val de Seine, dans le cadre d'une réhabilitation architecturale de l’opération d'aménagement Paris Rive Gauche.

## Images

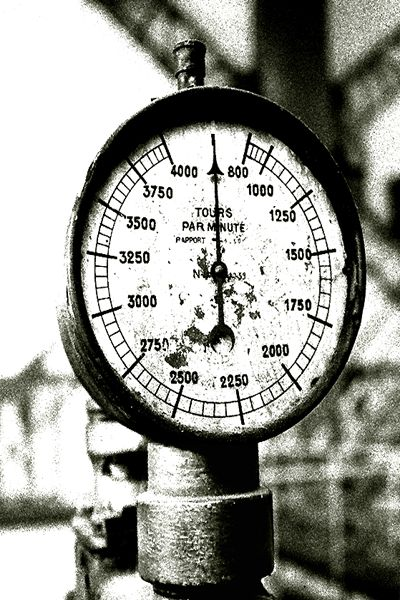
Un tachymètre.
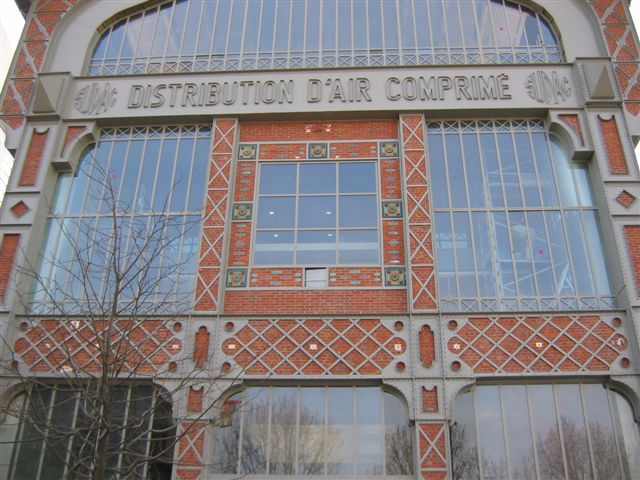
L'ancienne usine SUDAC.
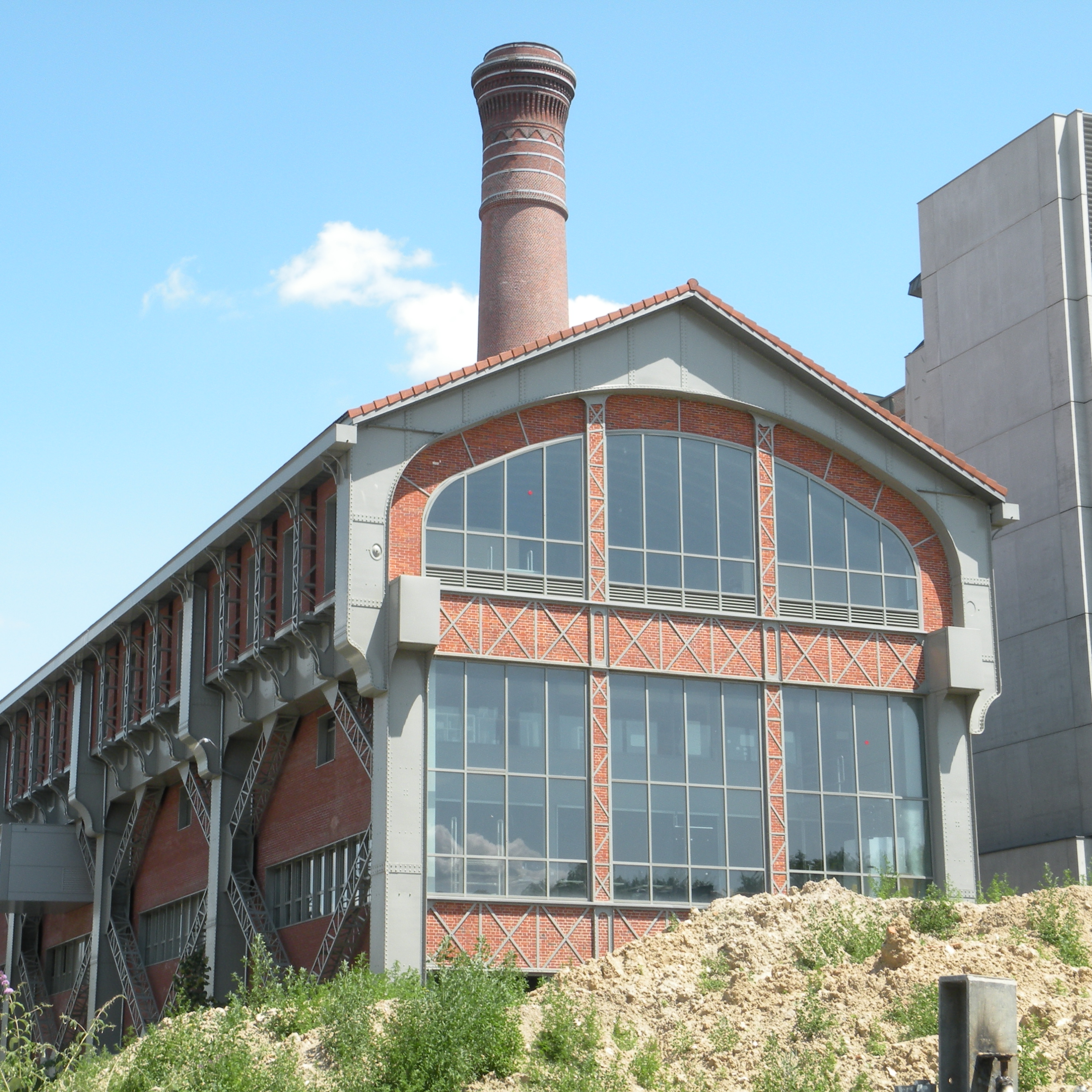
Le bâtiment de l’ancienne usine d’air comprimé.